# Saint-Jean-de-Vals

Saint-Jean-de-Vals este o comună în departamentul Tarn din sudul Franței. În 2009 avea o populație de 68 de locuitori.

## Evoluția populației
| An        | 1975 | 1982 | 1990 | 1999 | 2006 | 2009 |
| --------- | ---- | ---- | ---- | ---- | ---- | ---- |
| Populație | 56   | 55   | 51   | 54   | 57   | 68   |